# 朱鴻勳 (1899年)
朱鴻勳（1899年—1940年10月29日），字伯庭。曾任國民革命軍第五十三軍副軍長。

## 生平
早年就讀東北陸軍講武堂六期步兵科，畢業後加入張作霖的東北軍。1933年參與長城抗戰，3月23日第一三零師師長王永勝被撤職，師長由朱鴻勳代替。1938年6月11月武漢會戰爆發，五十三軍奉命駐守三溪口，第一三零師駐紮在陽新縣，同年12月21日兼五十三軍副軍長。
1940年10月29日在湖北省華容鎮與日軍戰鬥時中彈殉國。死後何應欽親臨弔唁，萬福麟為其墓碑撰文，暫埋慶南山復興村（今重慶南岸區黃桷埡鎮新力村）。1941年3月21日追授為陸軍中將。2014年9月14日民政部公佈的第一批著名抗日英烈。

## 軼事
原本在慶南山復興村上由萬福麟親撰的朱鴻勳墓碑早以因年代久遠而消失了，不過三峽博物館研究員馮慶豪在重慶市渝中區中興路的跳蚤市偶然場發現了朱鴻勳將軍的墓碑，墓碑當時是由一名張姓商人持有的，不過最後在馮慶豪先生的極力爭取下，朱鴻勳墓碑才得以落戶三峽博物館。